# Золота пальмова гілка за короткометражний фільм
Золота пальмова гілка за короткометражний фільм (фр. Palme d'Or du court métrage) — головна нагорода короткометражних (до 15 хвилин) фільмів Каннського кінофестивалю. Її присуджують членами журі конкурсу короткометражних фільмів.
Крім «Золотої пальмової гілки» в конкурсі короткометражних стрічок інколи присуджують інші нагороди — «Приз журі» та «Особлива згадка».

## Переможці
| Рік  | Назва                                                | Оригінальна назва                                                          | Режисер                     | Країна                      |
| ---- | ---------------------------------------------------- | -------------------------------------------------------------------------- | --------------------------- | --------------------------- |
| 1951 | Виверження вулкана Етна                              | L'Eruption de l'Etna                                                       | Доменіко Паолелла           | Італія                      |
| 1952 | Шотландська рада                                     | Het Schots is te Boord                                                     | Херман ван дер Хорст        | Нідерланди                  |
| 1953 | Біла грива: Дикий кінь                               | Crin Blanc, Cheval Sauvage                                                 | Альбер Ламоріс              | Франція                     |
| 1954 | Нагородження не відбувалося                          | Нагородження не відбувалося                                                | Нагородження не відбувалося | Нагородження не відбувалося |
| 1955 | Чисте миготіння                                      | Blinkity Blank                                                             | Норман МакЛарен             | Канада                      |
| 1956 | Червона куля                                         | Le Ballon rouge                                                            | Альбер Ламоріс              | Франція                     |
| 1957 | Коротка історія                                      | Scurta istorie                                                             | Іон Попеску-Гопо            | Румунія                     |
| 1958 | Сена зустрічає Париж                                 | La Seine a Recontre Paris                                                  | Йоріс Івенс                 | Нідерланди                  |
| 1958 | Джоконда: Історія мани                               | La Joconde: Histoire d'une obsession                                       | Анрі Грюель Жан Сюйє        | Франція                     |
| 1959 | Метелики тут не живуть                               | Motyli zde Neziji                                                          | Міро Бернат                 | Чехословаччина              |
| 1960 | Посмішка                                             | Le Sourire                                                                 | Серж Бургіньон              | Франція                     |
| 1961 | Чайна ложечка                                        | La Petite Cuillere                                                         | Карлос Вілардебо            | Франція                     |
| 1962 | Совина ріка                                          | La Riviere du Hibou                                                        | Робер Енріко                | Франція                     |
| 1963 | Звучна поверхня                                      | In wechselndem Gefalle                                                     | Александер Зайлер           | Швейцарія                   |
| 1963 | Квасоля                                              | Le Haricot                                                                 | Едмон Сешан                 | Франція                     |
| 1964 | Солодощі з села                                      | La Douceur du Village                                                      | Франсуа Рейшенбах           | Франція                     |
| 1964 | Ціна Перемоги                                        | Le Prix de la Victoire                                                     | Нобуко Шибуйя               | США                         |
| 1965 | Увертюра                                             | Nyitany                                                                    | Янош Вадаш                  | Угорщина                    |
| 1966 | Скейтер                                              | Skaterdater                                                                | Ноель Блек                  | США                         |
| 1967 | Небо над Голландією                                  | Sky Over Holland                                                           | Джон Фернхут                | Нідерланди                  |
| 1968 | Фестиваль не проводився                              | Фестиваль не проводився                                                    | Фестиваль не проводився     | Фестиваль не проводився     |
| 1969 | Пісні епохи відродження                              | Cintecele Renasterii                                                       | Мірел Ілієску               | Румунія                     |
| 1970 | Магічні машини                                       | Magic Machines                                                             | Боб Кертіс                  | США                         |
| 1971 | Знамено, усипане зірками                             | Star Spangled Banner                                                       | Роджер Флінт                | США                         |
| 1972 | Снайперська рушниця                                  | Le Fusil a Lunette                                                         | Жан Шапо                    | Франція                     |
| 1973 | Балаблок                                             | Balablok                                                                   | Бржетислав Пояр             | Канада                      |
| 1974 | Острів                                               | Остров                                                                     | Федір Хитрук                | СРСР                        |
| 1975 | Лотрек                                               | Lautrec                                                                    | Джефф Данбар                | Велика Британія             |
| 1976 | Метаморфози                                          | Metamorphosis                                                              | Баррі Грінуолд              | Канада                      |
| 1977 | Боротьба                                             | Kuzdok                                                                     | Марселл Янкович             | Угорщина                    |
| 1978 | На веслах через Атлантичний океан                    | La Traversee de l'Atlantique a la rame                                     | Жан-Франсуа Лагіоньє        | Франція                     |
| 1979 | Гарпія                                               | Harpya                                                                     | Рауль Серве                 | Бельгія                     |
| 1980 | Приморська жінка                                     | Seaside Woman                                                              | Оскар Ґрілло                | Велика Британія             |
| 1981 | Вічний двигун                                        | Moto Perpetuo                                                              | Бела Вайда                  | Угорщина                    |
| 1982 | Мерлін, або Золотий курс                             | Merlin ou le cours de l'or                                                 | Артюр Жоффе                 | Франція                     |
| 1983 | Я знаю, що помиляюся, але запитайте моїх друзів      | Je sais que j'ai tort mais demandez a mes copains ils disent la meme chose | П'єр Леві                   | Бельгія                     |
| 1984 | Залізний кінь                                        | Le Cheval de fer                                                           | Геральд Фрідман П'єр Леві   | Бельгія                     |
| 1985 | Весілля                                              | Женитьба                                                                   | Слав Бакалов Румен Петков   | Болгарія                    |
| 1986 | Урок дисципліни — Шкірка                             | An Exercise in Discipline — Peel                                           | Джейн Кемпіон               | Австралія                   |
| 1987 | Палісад                                              | Palisade                                                                   | Лорі Макіннес               | Австралія                   |
| 1988 | Викрутаси                                            | Выкрутасы                                                                  | Гаррі Бардін                | СРСР                        |
| 1989 | 50 років                                             | 50 Ans                                                                     | Жиль Карл                   | Канада                      |
| 1990 | Побачення за сніданком                               | The Lunch Date                                                             | Адам Девідсон               | США                         |
| 1991 | З піднятими руками                                   | Z Podnieszonimy Rekamy                                                     | Мітко Панов                 | Польща                      |
| 1992 | Омнібус                                              | Omnibus                                                                    | Сем Карманн                 | Франція                     |
| 1993 | Кава та сигарети: Десь у Каліфорнії                  | Coffee and Cigarettes (Somewhere in California)                            | Джим Джармуш                | США                         |
| 1994 | Допомога лемінгам                                    | Lemming Aid                                                                | Грант Лахуд                 | Нова Зеландія               |
| 1995 | Гагарін                                              | Гагарин                                                                    | Олексій Харітіді            | Росія                       |
| 1996 | Вітер                                                | Szel                                                                       | Марселл Іваньї              | Угорщина                    |
| 1997 | Це малюнок на обгортці?                              | Is It the Design on the Wrapper?                                           | Тесса Шерідан               | Велика Британія             |
| 1998 | Інтерв'ю                                             | L'Interview                                                                | Ксав'єр Джіаноллі           | Франція                     |
| 1999 | Коли весь день зіпсований                            | When the Day Breaks                                                        | Венді Тілбі Аманда Форбіс   | Канада                      |
| 2000 | Аніно                                                | Anino                                                                      | Реймонд Ред                 | Філіппіни                   |
| 2001 | Пиріжок з квасолею                                   | Bean Cake                                                                  | Девід Грінспен              | США                         |
| 2002 | Після дощу                                           | Eso Utan                                                                   | Петер Месарош               | Угорщина                    |
| 2003 | Пачка печива                                         | Cracker Bag                                                                | Глендфн Айвфн               | Австралія                   |
| 2004 | Трафік                                               | Trafic                                                                     | Каталін Мітулеску           | Румунія                     |
| 2005 | Подорожні                                            | Подорожні                                                                  | Ігор Стрембіцький           | Україна                     |
| 2006 | Наркоман                                             | Sniffer                                                                    | Боббі Пірс                  | Норвегія                    |
| 2007 | Спостерігаючи за дощем                               | Ver Llover                                                                 | Еліза Міллер                | Мексика                     |
| 2008 | Мегатрон                                             | Megatron                                                                   | Маріан Крізан               | Румунія                     |
| 2009 | Арена                                                | Arena                                                                      | Жуан Салавіза               | Португалія                  |
| 2010 | Собачі історії                                       | Chienne d'histoire                                                         | Серж Аведикян               | Франція                     |
| 2011 | Крос                                                 | Крос                                                                       | Марина Врода                | Франція Україна             |
| 2012 | Тихоня                                               | Sessiz-be deng                                                             | Л. Резан Езілбас            | Туреччина                   |
| 2013 | Захисник                                             | Safe                                                                       | Мун Бйонг-гон               | Південна Корея              |
| 2014 | Лейді                                                | Leidi                                                                      | Сімон Меса Сото             | Колумбія                    |
| 2015 | Хвиля'98                                             | Waves '98                                                                  | Алі Дагер                   | Ліван                       |
| 2016 | Таймкод                                              | Timecode                                                                   | Хуанхо Гіменес              | Іспанія                     |
| 2016 | Спеціальна згадка: Дівчина, яка танцювала з дияволом | A moça que dançou com o diabo                                              | Жоау Пауло Міранда Марія    | Бразилія                    |
| 2017 | Ніжна ніч                                            | 小城二月 / Xiao cheng er yue                                               | Цю Янг                      | КНР                         |
| 2017 | Спеціальна згадка: Стеля                             | Katto                                                                      | Теппо Айраксінен            | Фінляндія                   |
| 2018 | Усі ці істоти                                        | Toutes ces créatures                                                       | Чарльз Вільям               | Австралія                   |
| 2018 | Спеціальна згадка: На кордоні                        | On the border                                                              | Вей Шуцзюнь                 | КНР                         |
| 2019 | Відстань між нами і небом                            | The Distance Between Us and the Sky                                        | Васіліс Кекатос             | Греція Франція              |
| 2019 | Спеціальна згадка: Монстр Бог                        | Monstruo Dios                                                              | Агустіна Сан Мартін         | Аргентина                   |